# Томпсон, Дэвид (исследователь)

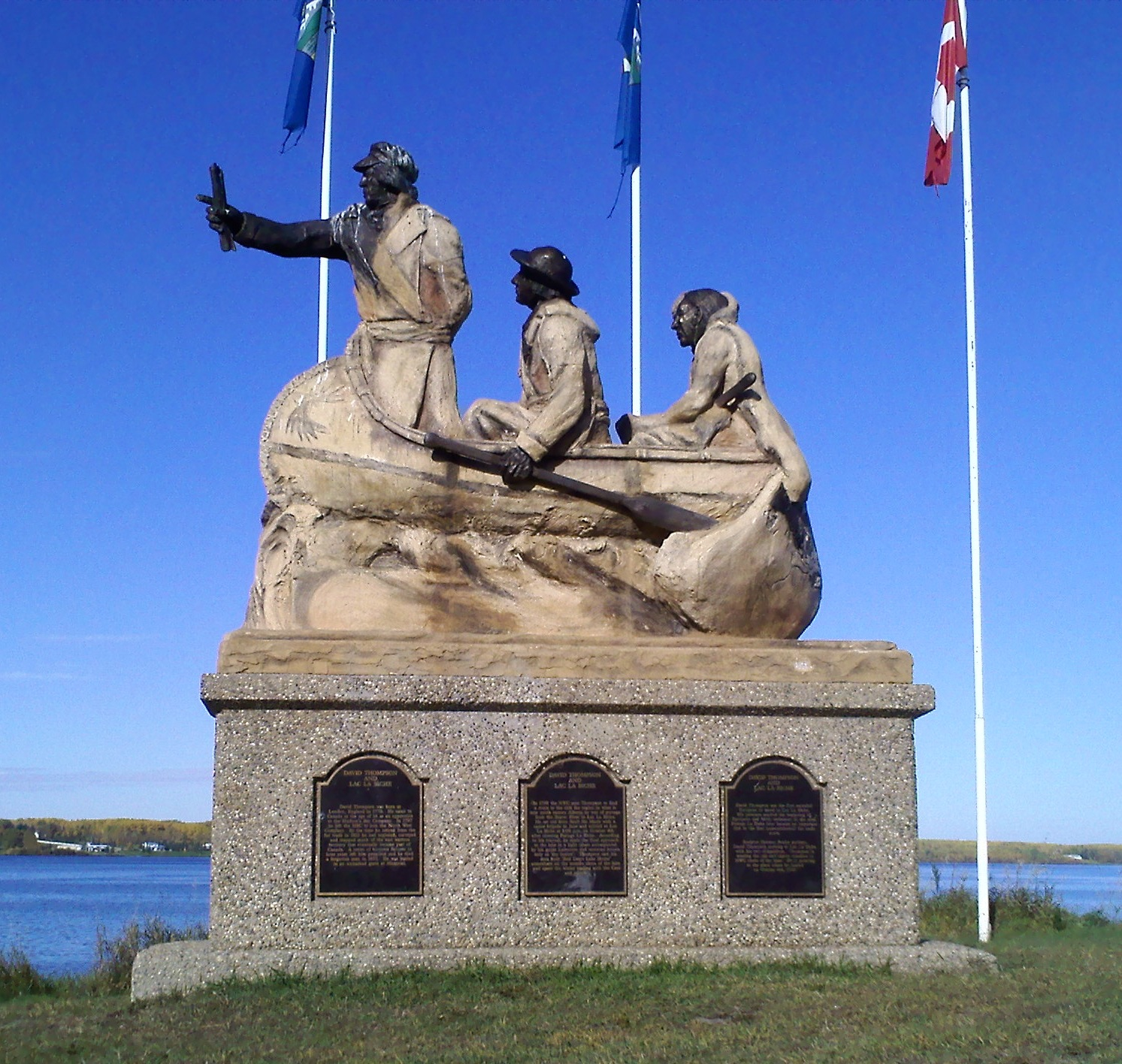
Памятник Дэвиду Томпсону и двум его проводникам на берегу озера Ла-Биш

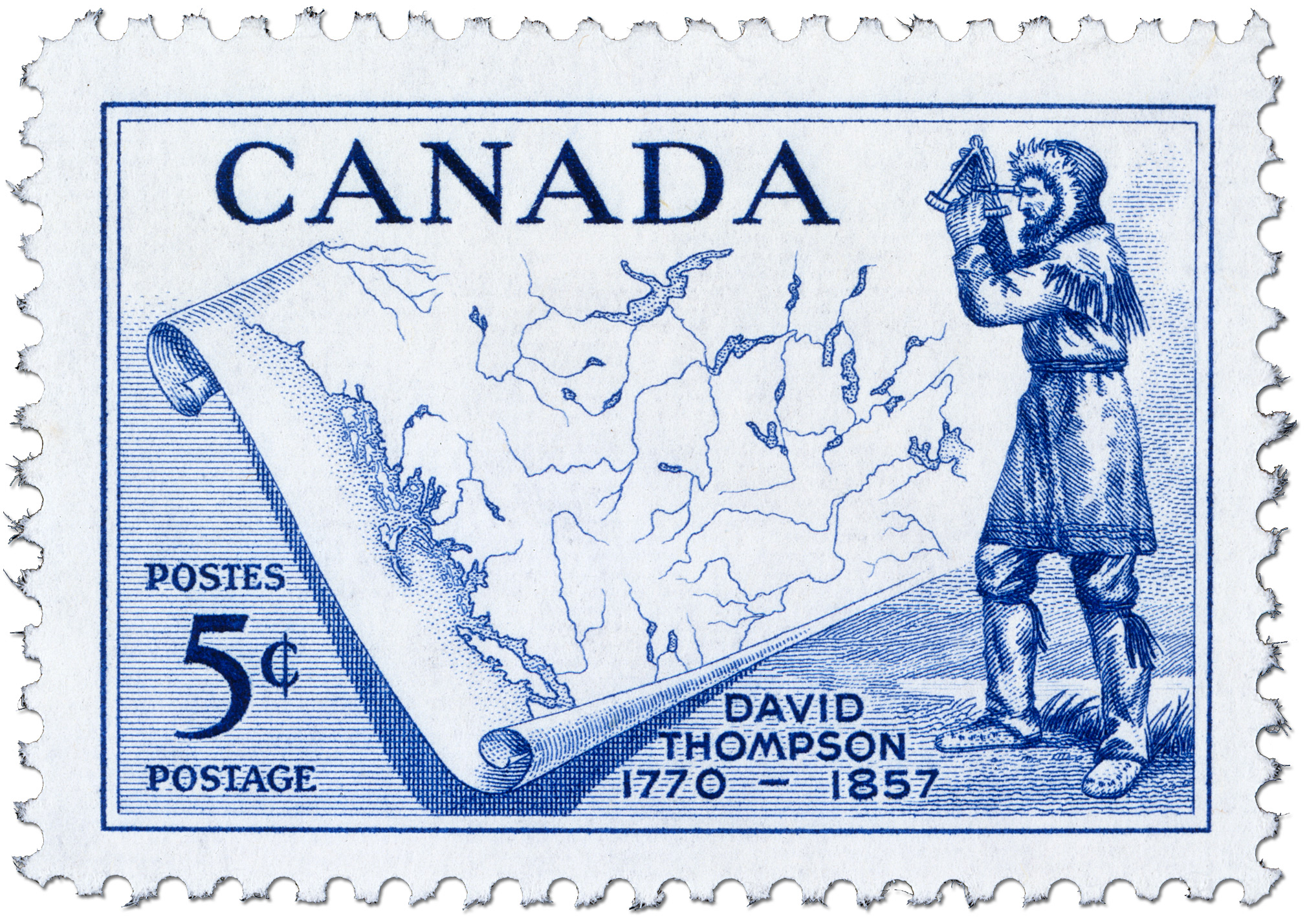
Почтовая марка, выпущенная к столетию со дня смерти Дэвида Томпсона

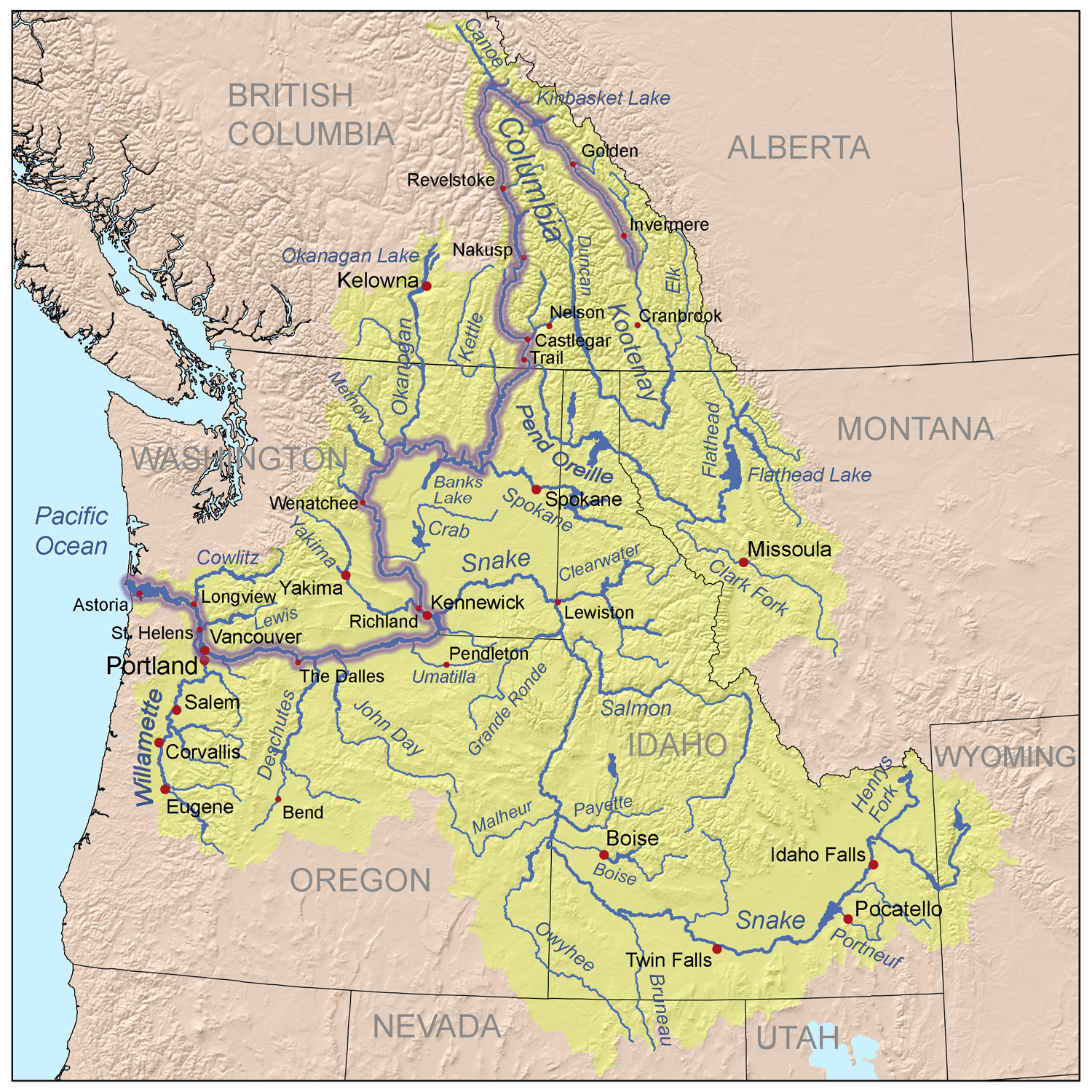
Маршрут экспедиции Дэвида Томпсона по реке Колумбия

Дэ́вид То́мпсон (англ. David Thompson, род. 30 апреля 1770 года, Вестминстер, Лондон, Великобритания — ум. 10 февраля 1857 года, Монреаль, Объединённая провинция Канада) — английский исследователь, картограф, первооткрыватель, мехоторговец. Всю свою жизнь посвятил практическому изучению географии и картографии. Составил карту бассейна реки Колумбии от её истоков до самого устья. Сухопутная территория, нанесенная на карту Томпсоном, равняется 3,9 миллиона квадратных километров (одна пятая континента). Среди канадцев, Томпсон признан самым великим из сухопутных географов, когда-либо живших на Земле.
Его современник, известный исследователь Александр Маккензи заметил, что Томпсон сделал больше за десять месяцев, чем было возможным сделать за два года. Саймон Фрейзер (исследователь реки Фрейзер) назвал в честь своего друга реку и ледник.

## Биография

### Детство
Дэвид Томпсон родился в Вестминстере (Лондон, Англия) в семье недавних переселенцев из Уэльса Дэвида и Энн Томпсон. При рождении получил имя Дэфидд ап Томас (Dafydd ap Thomas). Когда Томпсону было всего два года, его отец умер. Нищета привела к тому, что его и его брата определили в Грей Коут Хоспитал, школу для бедняков Вестминстера. В конечном итоге он окончил образование в математической школе Грей Коут, где получил базовые навигационные навыки, которые пригодились ему в его будущей карьере. В возрасте четырнадцати лет Томпсон поступил в Компанию Гудзонова Залива учеником на семилетний срок. Он отправился в плавание 28 мая 1784 года и в Англию никогда больше не возвращался.

### Компания Гудзонова залива
Дэвид Томпсон прибыл в Черчилл (сейчас северная Манитоба) и начал работать переписчиком личных бумаг Самюэля Хирна, коменданта Форта Черчилл. В следующем году он перебрался в факторию Йорк, и несколько лет работал клерком в Камберленд Хаус и Саус Брэнч Хаус. В 1787 году Томпсон прибыл в Манчестер Хаус. 23 декабря 1788 года он сломал ногу и перелом оказался настолько серьёзным, что выздоровление затянулось на два года. В течение этого времени он углублённо занимался математикой, астрономией и топографией под руководством топографа Компании Гудзона Залива Филиппа Тёрнера (Philip Turnor). К сожалению в тот же период его правый глаз перестал видеть.
В 1790 году ученичество Давида Томпсона приблизилось концу и Дэвид попросил вместо комплекта одежды, которую компания обычно дарила своим выпускникам, подарить ему набор инструментов. В результате Томпсон получил и то и другое. Он поступил на службу в Компанию Гудзона Залива в качестве мехового торговца и в 1792 завершил свою первую топографическую работу, нанеся на карту маршрут к озеру Атабаска (на современной границе Альберты и Саскачевана). Признавая заслуги Томпсона в области картографии компания сделала его топографом в 1794 году, на этой должности он проработал до 23 мая 1797 года. Недовольный политикой Компании Гудзонова Залива, он пешком прошёл 80 миль по снегу, чтобы поступить в конкурирующую Северо-Западную компанию, где он продолжил работать как мехоторговец и топограф .

### Северо-Западная компания
Решение Томпсона перейти в Северо-Западную Компанию в 1797 году без обычного однолетнего предупреждения не было положительно воспринято его прежними работодателями. Однако переход в Северо-Западную Компанию позволил Томпсону заняться интересной для него работой по картографии территорий, которые со временем стали Канадой. В 1797 году Томпсона послали на юг для нанесения на карту части границы между США и Канадой вдоль водных маршрутов от Верхнего до Лесного озера, чтобы добиться решения нерешённых вопросов Договора Джея в территориальном споре между США и Великобританией. К 1798 Томпсон завершил картографирование 6750 км транспортного коридора через озеро Виннипег к истокам рек Миссисипи и Ассинибойн, а также по обе стороны Верхнего озера. В 1798 году компания послала его на Оленье озеро (в нынешней Альберте), чтобы основать там факторию. Томпсон потратил следующие несколько лет, занимаясь торговлей в основанном им Форте Джорджа (сейчас в Альберте), и в течение этого времени привёл несколько экспедиций вглубь Скалистых гор.
В 1804 году на ежегодном собрании Северо-Западной Компании Томпсон стал полноправным партнёром компании и следующие несколько лет руководил торговлей пушниной, но все же нашёл время расширить свои карты водных путей возле Верхнего озера. В 1806 году компания на своём заседании приняла решение послать Томпсон назад в глубь континента с задачей поиска пути к Тихому океану, попутно открывая новые территории Тихоокеанского Северо-Запада для меховой торговли.

### Исследование реки Колумбия
В 1806 году Томпсон отправился в Rocky Mountain House и занялся подготовкой экспедиции по реке Колумбия к Тихому океану. В июне 1807 Томпсон пересек Скалистые Горы и в течение летнего сезона занимался исследованием и картографированием бассейна реки Колумбия и продолжал эту работу в течение следующих нескольких сезонов. Томпсон нанёс на карту территорию на северо-западе нынешнего штата Монтана, а также территории современных штатов Айдахо и Вашингтон и основал там торговые фактории. В Канаде он нанес на карту территорию западнее Скалистых гор и основал там фактории, включая Kootenae House и Saleesh House (последняя позднее стала городом названным его именем), расширяя торговые территории Северо-Западной Компании. Карты, на которые он нанёс бассейн реки Колумбия восточнее Каскадных гор, такого высокого качества и настолько детальные, что их продолжали оценивать как хорошие даже в середине XX века. Томпсоновские зарисовки верхней части реки Миссури были объединены в карту для экспедиции Льюиса и Кларка, что в значительной степени обеспечило её успех.
В начале 1810 года Томпсон возвращался на восток по направлению к Монреалю, но возле озера Рейни-Лейк получил приказ вернуться в Скалистые Горы и отправиться в устье реки Колумбии. Это было ответом Северной Западной Компании на планы Джона Джейкоба Астора послать судно вокруг Америки, чтобы основать в устье реки факторию. Во время возвращения Томпсон был задержан группой разгневанных[чем?] индейцев пикани, что вынудило его искать новый маршрут через Скалистые Горы, что он успешно выполнил, найдя перевал Атабаска в верховьях реки Вирпул (приток реки Атабаска).
Дэвид Томпсон был первым европейцем, который прошел реку Колумбия от начала и до конца. Во время своего путешествия Томпсон расположился лагерем возле устья реки Снейк и 9 июля 1811 года соорудил знак с извещением о претензии на эту территорию со стороны Великобритании и заявляющий о намерении Северо-Западной Компании построить факторию на этом месте. Продолжая двигаться вниз по Колумбии, Томпсон достиг устья Колумбии 14 июля 1811 года, через два месяца после прибытия судна Тонкуин (Tonquin) Тихоокеанской меховой компании (являющейся дочерней компанией Американской меховой компании Джона Астора). К моменту прибытия Томпсона был уже частично построен Форт Астор. В 1812 году Томпсон, зазимовав в Saleesh House, благополучно вернулся в Монреаль.

### Семья
10 июня 1799 года Дэвид Томпсон женился в Иль-а-Ла-Кроссе на Шарлотте Смолл, дочери шотландского мехоторговца и индианки кри. Их брак был официально зарегистрирован в Шотландской пресвитерианской церкви в Монреале 30 октября 1812 года. Супруги имели 13 детей, пятеро из которых родилось после того как Томпсон оставил мехоторговлю. Жизнь в Восточной Канаде у семьи была не из лёгких, и двое их детей умерли (Джон в возрасте 5 лет и Эмма в возрасте 7 лет). Брак Шарлотты и Дэвида продолжался 58 лет — самый длительный брак в истории Канады до образования Конфедерации.

### Вторая половина жизни
Вернувшись в Монреаль, Томпсон вышел в отставку с щедрой пенсией от Северо-Западной Компании. Он поселился в соседнем Тербоне и стал работать над завершением своей большой карты, которая являлась результатом его продолжительной жизни исследователя и картографа внутренних территорий Северной Америки. Карта охватывала огромную часть суши, простирающуюся от Верхнего озера до Тихого океана и была предоставлена Томпсоном Северо-Западной Компании. Карта Томпсона 1814 года, его самое большое достижение, была так точна, что и 100 лет спустя она являлась основой для многих из карт, выпущенных Канадским правительством. В настоящее время карта хранится в Архиве Онтарио.
В 1815 году Томпсон переехал с семьёй в Вильямстаун в Верхней Канаде и несколько лет спустя привлекался для картографирования недавно установленной границы с США согласно Гентского договора об окончании войны 1812 года. В 1843 году Томпсон завершил свой атлас территории от Гудзонова залива до Тихого Океана.
В конце жизни Томпсона преследовали финансовые неудачи. К 1831 году он находился в таком глубоком долгу, что был вынужден начать работать землемером для Британско-Американской Земельной Компании, чтобы прокормить семью. Он начал работу над рукописью о своей жизни исследователя континента, но закончить свою работу не успел, так как полностью ослеп в 1851 году.
Томпсон умер в Монреале 10 февраля 1857, практически забытый и непризнанный.
Признание к нему пришло лишь в конце XIX века во многом благодаря усилиям геолога и исследователя Джозефа Тиррелла, который обработал 77 полевых дневников Томпсона и издал их в 1916 году.
В 1957 году, в год столетия его смерти, Канадское правительство почтило память Томпсона выпуском почтовой марки с его изображением.